# André Grosjean (homme politique français)
Pour les articles homonymes, voir André Grosjean et Grosjean.
André Grosjean, né le 23 mars 1926 à Saint-Sylvestre (Haute-Savoie) et mort le 8 mars 2015 à Tresserve (Savoie), est un homme politique français. 
Il est maire et conseiller général de la commune d'Aix-les-Bains en Savoie et un proche de Jacques Chirac.

## Biographie

### Jeunesse et famille
André Grosjean est issu d'une famille de fromagers. Il fait l’école de l’industrie laitière de La Roche-sur-Foron puis l’école de chimie, avenue Berthollot à Lyon.

### Le Résistant
Durant la Seconde Guerre mondiale et l’occupation nazie, de 16 ans à 20 ans, il s’engage dans la résistance et participe aux combats du Mont Revard (73).

### Parcours politique
Gaulliste, il commence sa vie politique en 1949, en étant élu maire de la commune de Mouxy, près d'Aix-les-Bains, il est ensuite élu conseiller général de la Savoie en 1963. Sollicité par les Aixois à l'occasion d'une élection partielle, il quitte Mouxy et devient maire d'Aix-les-Bains en mars 1969. Il effectue au total cinq mandats entre 1969 et 2001. 
Rendu inéligible après une condamnation pour « publicité mensongère » dans le cadre de ses affaires privées en 1985, il est démissionné de ses mandats par le Préfet. Amnistié par la cour d’appel de Chambéry en 1988, il redevient maire d'Aix-les-Bains pour un cinquième et dernier mandat de 1995 à 2001 mandat caractérisé par le redressement des finances municipales. 
Il est battu en 2001 face à Dominique Dord.
En décembre 2014, André Grosjean est fait maire honoraire de la ville d'Aix-les-Bains.

### Mandat aixois
Les réalisations aixoises les plus significatives sous son mandat sont les suivantes :
- Domaine sportif et touristique

Stade Jacques Forestier (1975), complexe nautique (1978), centre des congrès (1976), foyer du Mont Revard (ski de fond).
- Domaine social et thermalisme

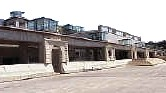
Les thermes Chevalley d'Aix-les-Bains

Résidence pour personnes âgées L’Orée du Bois (1977), l’hôpital de la reine Hortense (1974), ouverture des Thermes Chevalley (1995).
- Domaine industriel

Implantation dans les zones d’activités économiques aux Combaruches d'entreprises de pointe : ABB, Cellier, Clipsol, MHM (Hermès), Cavailler, la Panière, Patis73 … 
- Domaine écologique

Avec André Blin maire de Tresserve, le sauvetage et la dépollution du lac du Bourget (plus grand lac naturel de France), protection du bois Vidal, création et développements  de nombreux espaces verts publics, mise en service de bassins de rétention contre les inondations.
Battu aux élections municipales de 2001 par le député Dominique Dord sur son projet « l'eau vivre » visant à faire d'Aix les Bains la ville référence en matière d’eau douce en France et en Europe, il déclare alors qu'« on dit que je suis trop vieux…. Je pense modestement que j’ai dix ans d’avance ».

## Hommage
À la suite de son décès, Dominique Dord et le conseil municipal décident de baptiser le centre des congrès d'Aix-les-Bains en Centre culturel et des congrès André-Grosjean.

## Détails des mandats
- Maire de Mouxy de 1953 à 1969.
- Conseiller général du canton d'Aix-les-Bains-Centre de 1963 à 1985.
- Maire d'Aix-les-Bains de 1969 à 1985 et de 1995 à 2001.

## Distinction
- Officier de l'ordre national du Mérite